# Yoann Richomme
Pour les articles homonymes, voir Richomme.
Yoann Richomme, né le 12 juillet 1983 à Fréjus, est un navigateur français, architecte naval de formation. Il est double vainqueur de la Solitaire du Figaro (2016 et 2019) et double vainqueur de la Route du Rhum (2018 et 2022) en catégorie Class40. En Imoca, il est vainqueur du Retour à la Base 2023 et de The Transat 2024. Le 15 janvier 2025, il franchit la ligne d'arrivée du Vendée Globe 2024-2025 en deuxième position derrière Charlie Dalin.

## Carrière sportive
Yoann Richomme participe durant sept saisons au circuit Figaro de 2010 à 2016, avec à la clé une victoire sur la Solitaire du Figaro en 2016 et 2019, avec comme partenaire Macif sur la première, HelloWork Le Télégramme sur la seconde.
Il a également terminé 2e de la Transat AG2R La Mondiale en 2014, et a navigué en Imoca, notamment aux côtés de Pierre Lacaze sur la Transat Jacques Vabre 2017 et de Damien Seguin sur cette même transat deux ans plus tard.
En 2018, il remporte, avec son bateau Veedol-AIC (#154), sa première course en Class40, la Drheam Cup – Destination Cotentin. Cette course est une des étapes principales du circuit Class40.
Quelques mois plus tard, il remporte, dans la catégorie Class40, la Route du Rhum sur Veedol-AIC, spécialement construit dans cette optique, en un temps record de 16 jours, 3 heures et 22 minutes,.
Il a été responsable de la commission jauge et sécurité de la Classe Figaro Bénéteau et a à ce titre travaillé sur le cahier des charges du Figaro Bénéteau 3. Après sa magistrale victoire sur la Solitaire du Figaro 2019, la première en Figaro 3, Yoann Richomme est choisi par The Mirpuri Foundation pour être le skipper du VO65 Racing for the Planet en vue de l'édition 2021-2022 de The Ocean Race.
Envisageant de courir le Vendée Globe 2024-2025, il fait construire un Imoca, sur des plans d'Antoine Koch et du cabinet Finot-Conq. Ses deux sponsors, les groupes Arkéa et Paprec créent une filiale commune, à Lorient, dédiée à leur projet course au large. Le chantier débute chez Multiplast, à Vannes, en janvier 2022. L'Imoca Paprec Arkéa est mis à l'eau le 22 février 2023,,.
Le 10 novembre 2024, Yoann Richomme fait partie des quarante skippers à prendre le départ du Vendée Globe 2024-2025. Il boucle la course le 15 janvier 2025 en 65 jours 18 heures et 10 minutes, arrivant aux Sables-d'Olonne en deuxième position derrière Charlie Dalin, avec un écart de 22 h 47 min sur ce dernier. Tout comme le vainqueur, il bat le précédent record de l'épreuve, détenu par Armel Le Cléac’h depuis l'édition 2016-2017.

## Palmarès

### Classe Figaro
| Année | Compétition                                    | Sponsor                       | Position finale         | Solo/Coéquipier/Équipage |
| ----- | ---------------------------------------------- | ----------------------------- | ----------------------- | ------------------------ |
| 2019  | Solitaire du Figaro                            | Hellowork - Groupe Telegramme | 1er                     | Solo                     |
| 2019  | Championnat de France de Course au Large Elite | Le HUB by OC SPORT            | 5e                      | Solo                     |
| 2016  | Solitaire du Figaro                            | Macif                         | 1er                     | Solo                     |
| 2016  | Championnat de France de Course au Large Elite | Macif                         | 2e                      | Solo                     |
| 2015  | Générali Solo                                  | Macif                         | 3e                      | Solo                     |
| 2015  | Championnat de France de Course au Large Elite | Macif                         | 3e                      | Solo                     |
| 2015  | Tour de Bretagne                               | Macif                         | 3e                      | Quentin Delapierre       |
| 2015  | Solitaire du Figaro                            | Macif                         | 8e                      | Solo                     |
| 2014  | Solitaire du Figaro                            | Macif                         | 19e                     | Solo                     |
| 2014  | Transat AG2R                                   | Macif                         | 2e                      | Fabien Delahaye          |
| 2013  | Championnat de France de Course au Large Elite | DLBC                          | 2e                      | Solo                     |
| 2013  | Solitaire du Figaro                            | DLBC                          | 4e                      | Solo                     |
| 2013  | Transat Bretagne - Martinique                  | DLBC - Module Création        | 5e                      | Solo                     |
| 2012  | Solitaire du Figaro                            | DLBC                          | 19e                     | Solo                     |
| 2011  | Solitaire du Figaro                            | DLBC                          | 26e                     | Solo                     |
| 2010  | Solitaire du Figaro                            | DLBC                          | 19e Overall / 2e Rookie | Solo                     |
| 2010  | Transmanche                                    | DLBC                          | 1er                     | Solo                     |

### Class40
| Année | Compétition                          | Sponsor                              | Position finale | Solo/Coéquipier/Équipage |
| ----- | ------------------------------------ | ------------------------------------ | --------------- | ------------------------ |
| 2022  | Route du Rhum destination Guadeloupe | Paprec Arkea (#182)                  | 1er             | Solo                     |
| 2022  | Drheam Cup 2022                      | Paprec Arkea (#182)                  | 4e              | Solo                     |
| 2018  | Route du Rhum destination Guadeloupe | Veedol - AIC (#154)                  | 1er             | Solo                     |
| 2018  | Drheam Cup 2018                      | Veedol (#154)                        | 1er             | Solo                     |
| 2013  | Transat Jacques-Vabre                | eRDF - Des Pieds et des Mains (#131) | 7e              | Damien Seguin            |
| 2011  | Transat Jacques-Vabre                | eRDF - Des Pieds et des Mains (#52)  | 2e              | Damien Seguin            |
| 2011  | Normandy Channel Race                | Des pieds et des Mains (#52)         | 3e              | Damien Seguin            |

### IMOCA 60
Vice-champion du monde de la classe IMOCA en 2023.
| Année | Compétition           | Sponsor       | Position finale | Solo/Coéquipier/Équipage |
| ----- | --------------------- | ------------- | --------------- | ------------------------ |
| 2025  | Vendée Globe          | Paprec Arkea  | 2e              | Solo                     |
| 2024  | New York Vendée 2024  | Paprec Arkea  | 7e              | Solo                     |
| 2024  | The Transat           | Paprec Arkea  | 1er             | Solo                     |
| 2023  | Retour à la Base      | Paprec Arkea  | 1er             | Solo                     |
| 2023  | Transat Jacques-Vabre | Paprec Arkea  | 2e              | Yann Eliès               |
| 2019  | Transat Jacques-Vabre | Groupe Apicil | 14e             | Damien Seguin            |
| 2017  | Transat Jacques-Vabre | Vivo a Beira  | 10e             | Pierre Lacaze            |
| 2012  | Europa Race           | PRB           | 1er             | Vincent Riou             |

### IRC
| Année | Compétition              | Sponsor           | Position finale | Solo/Coéquipier/Équipage |
| ----- | ------------------------ | ----------------- | --------------- | ------------------------ |
| 2017  | Spi Ouest France         | Spirit of Spineck | 2e              | Équipage                 |
| 2014  | ARC                      | Captain Blind     | 3e              | Équipage                 |
| 2010  | Tour de Corse à la Voile | Captain Blind     | 1er             | Équipage                 |
| 2010  | Round Ireland Yacht Race | Inish Mor         | 2e              | Équipage                 |
| 2009  | ARC                      | Captain Blind     | 2e              | Équipage                 |
| 2009  | Fastnet Race             | Captain Blind     | 2e              | Équipage                 |
| 2009  | Giraglia Rolex Cup       | Paprec            | 2e              | Équipage                 |
| 2008  | Copa Del Rey             | Ngoni             | 1er             | Équipage                 |

### Mumm 30
| Année | Compétition        | Sponsor                   | Position finale | Solo/Coéquipier/Équipage |
| ----- | ------------------ | ------------------------- | --------------- | ------------------------ |
| 2010  | World Championship | St Laurent de Maintenance | 4e              | Équipage                 |
| 2008  | Routes des iles    | Elcimai                   | 1er             | Équipage                 |
| 2007  | World Championship | Espoir IDF                | 8e              | Équipage                 |

### J80
| Année | Compétition           | Sponsor      | Position finale | Solo/Coéquipier/Équipage |
| ----- | --------------------- | ------------ | --------------- | ------------------------ |
| 2008  | World Championship    | Kevin Sproul | 5e              | Équipage                 |
| 2007  | World Championship    | Kevin Sproul | 7e              | Équipage                 |
| 2006  | European Championship | Kevin Sproul | 4e              | Équipage                 |
| 2006  | World Championship    | Kevin Sproul | 3e              | Équipage                 |